# کری (فیلم ۱۹۷۶)
کَری (به انگلیسی: Carrie)، فیلمی در ژانر ترسناک فراطبیعی و به کارگردانی برایان دی پالما محصول سال ۱۹۷۶ است که بر اساس رمانی به همین نام از  استیون کینگ ساخته شده است.این فیلم داستان بُرنایی و نیروهای فراانسانی قهرمان داستان را بازگو می‌کند.
این فیلم، فراگیرانه، نقدهای بسیار خوبی را از نقدگران، به‌دست آورده و به عنوان یکی از بهترین کارهای ژانر ترس، شناخته می‌شود. و در فروش نیز پیروزمند بود. این فیلم، نامزد دریافت جایزه‌های (اُسکارِ) بهترین بازیگر نقش یکم زن و نقش دوم زن، نیز شده بود.دنباله این فیلم خشم: کری ۲ نام دارد.

## چِکیده و داستانِ فیلم
کَری یک دانش‌آموز دبیرستانی با شخصیتی کم‌رو است. وی در روابط اجتماعی بسیار ناتوان بوده و مشکلات بزرگی از این بابت دارد. از همین رو، همواره از سویِ هم‌کلاسیان و هم‌سالانش دچار دست انداختن و آزار می‌شود ولی کَری نیروهای ویژه و فراطبیعی دارد که در دنباله فیلم به‌گونه‌ای از دشمنان خود انتقام سختی می‌گیرد…